# Campeonato Santomense de Futebol
Der Campeonato Santomense de Futebol ist die nationale Fußballmeisterschaft des afrikanischen Inselstaates São Tomé und Príncipe.

## Geschichte
Die Inseln von São Tomé und Príncipe waren seit ihrer Entdeckung und Besiedlung durch die Portugiesen ab 1471 bis zu ihrer Unabhängigkeit 1975 portugiesische Kolonie. Der Fußball in São Tomé und Príncipe ist daher bis heute durch seine portugiesischen Ursprünge und Beziehungen geprägt, beispielsweise durch Filialvereine portugiesischer Klubs, insbesondere Sporting Lissabon.
Der Fußballverband Federação Santomense de Futebol (FSF) gründete sich 1975, im Jahr der Unabhängigkeit von Portugal. Seit 1977 organisiert er die Landesmeisterschaft, den Campeonato Santomense de Futebol.

## Durchführung
Die FSF führt auf der größeren Insel São Tomé eine oberste Inselliga (Liga Insular de São Tomé, auch  Primeira Divisão de São Tomé). Dort spielen die zwölf Klubs in Hin- und Rückspiel eine Meisterschaft aus. Die zwei untersten Klubs der Abschlusstabelle steigen in die eingleisige zweite Liga ab, die Segunda Divisão de São Tomé. Der Meister qualifiziert sich für die Endrunde um die Landesmeisterschaft.
Auf der kleineren Insel Príncipe führt die FSF ebenfalls eine oberste Liga, die Liga Insular de Príncipe (auch Primeira Divisão). Die sechs Vereine der Liga tragen in Hin- und Rückspiel eine Meisterschaft aus. Der letztplatzierte Klub steigt in die zweite Liga, die Segunda Divisão ab. Der Meister qualifiziert sich für die Endrunde um die Landesmeisterschaft.
In der Endrunde um die Landesmeisterschaft, dem eigentlichen Campeonato Santomense de Futebol, treten die Meister der beiden Inselligen in Hin- und Rückspiel gegeneinander an. Auswärtstore zählen dabei doppelt.
In vereinzelten Jahren wurde die Meisterschaft ausgesetzt, in Folge von politisch instabilen Situationen im Land oder finanzieller Notlage des Verbandes. Bisher ging der Titel 23 Mal an Vereine aus São Tomé, acht Titel gingen auf die Insel Príncipe.

## Erfolgreichste Klubs
Rekordsieger des Campeonato Santomense ist der Klub Sporting Clube da Praia Cruz mit 8 Titeln, gefolgt von Vitória Futebol Clube do Riboque mit 5 Meisterschaften und Grupo Desportivo Os Operário mit 4 Titeln (Stand 2018). Erstmals gewann 2014 der UDRA de Angolares die Landesmeisterschaft.

## Saison 2017
In der Saison 2017 nahmen folgende 12 Mannschaften teil.
- União Desportiva Rei Amador (UDRA)
- Sporting Clube da Praia Cruz
- Bairros Unidos Futebol Clube
- Futebol Clube Neves
- Folha Fede Futebol Club
- Futebol Club Aliança Nacional
- Trindade Futebol Club
- Vitória Futebol Clube do Riboque
- Football Club Inter Bom-Bom
- Agrosport Clube de Monte Café
- União Desportivo Correia
- União Desportiva Sardinha e Caça de Água-Izé (UDESCAI)

## Meisterschaften
- 1977: Vitória FC
- 1978: Vitória FC
- 1979: Vitória FC
- 1980: CD Guadalupe
- 1981: CD Guadalupe
- 1982: Sporting Clube da Praia Cruz
- 1983: nicht ausgetragen
- 1984: Andorinha SC
- 1985: Sporting Clube da Praia Cruz
- 1986: Vitória FC
- 1987: nicht ausgetragen
- 1988: 6 de Setembro
- 1989: Vitória FC
- 1990: GD Os Operários
- 1991: Santana FC
- 1992: nicht ausgetragen
- 1993: GD Os Operários
- 1994: Sporting Clube da Praia Cruz
- 1995: Inter FC
- 1996: Caixão Grande
- 1997: nicht ausgetragen
- 1998: GD Os Operários
- 1999: Sporting Clube da Praia Cruz
- 2000: Inter FC
- 2001: Bairros Unidos FC
- 2002: nicht ausgetragen
- 2003: Inter FC
- 2004: GD Os Operários
- 2005: nicht ausgetragen
- 2006: nicht ausgetragen
- 2007: Sporting Clube da Praia Cruz
- 2008: nicht ausgetragen
- 2009: GD Sundy
- 2010: GD Sundy
- 2011: Sporting Clube do Príncipe
- 2012: Sporting Clube do Príncipe
- 2013: Sporting Clube da Praia Cruz
- 2014: União Desportiva Rei Amador (UDRA)
- 2015: Sporting Clube da Praia Cruz
- 2016: Sporting Clube da Praia Cruz
- 2017: União Desportiva Rei Amador (UDRA)
- 2018: União Desportiva Rei Amador (UDRA)
- 2019: Agro-Sport Monte Café
- 2020: nicht ausgetragen
- 2021/22: GD Os Operários
- 2023: 6 de Setembro
- 2024: Agro-Sport Monte Café